# Slåttestjärnarna (västra)
Slåttestjärnarna är en sjö i Skellefteå kommun i Västerbotten och ingår i Byskeälvens huvudavrinningsområde.